# Richard Beez

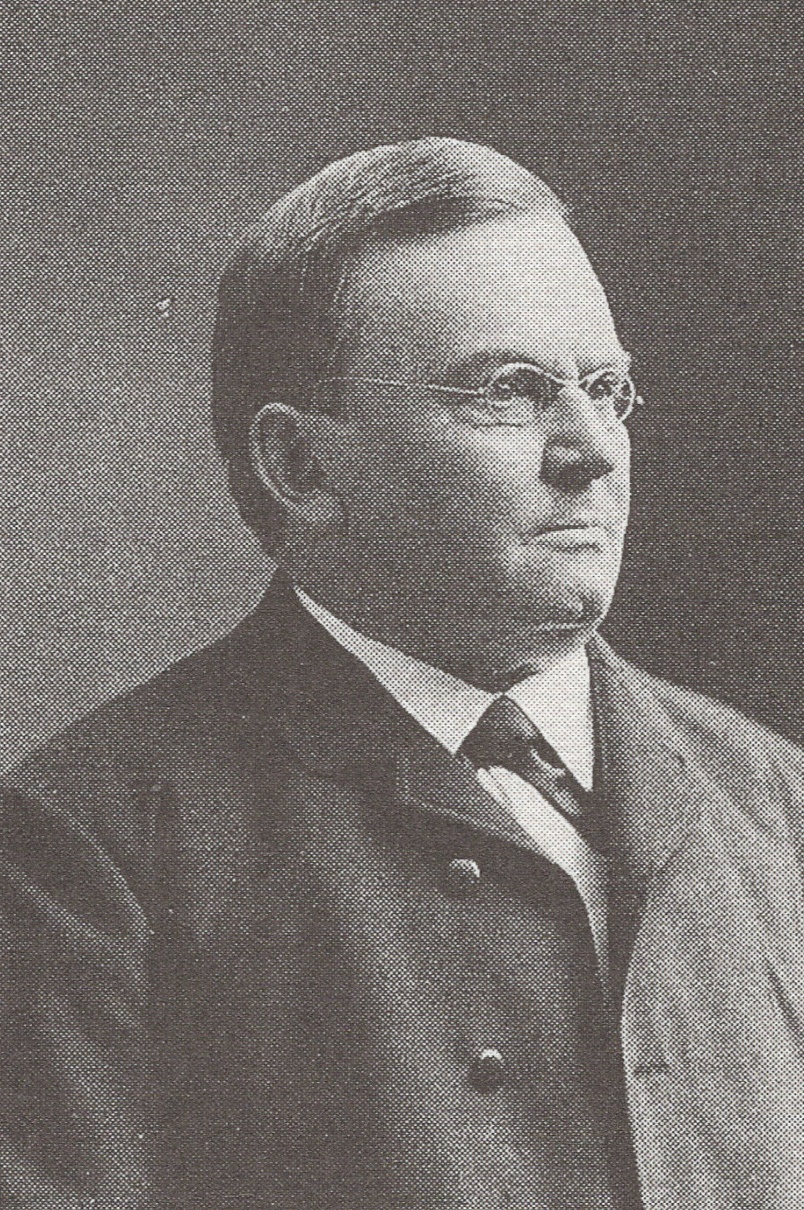
Richard Beez

Emil Ludwig Richard Beez (* 27. Mai 1827 in Gotha; † 28. März 1902 in Plauen) war ein deutscher Lehrer und Mathematiker.

## Leben
Nach Schulbesuch studierte Beez ab 1846 an der Universität Leipzig Mathematik und Naturwissenschaften und wurde dort 1850 promoviert. 1849 vertrat er einen Professor an der Realschule in Annaberg und wurde 1850 Lehrer am Gymnasium Ernestinum in seiner Geburtsstadt Gotha. Bereits im folgenden Jahr bewarb er sich erfolgreich als Lehrer an der Gewerbeschule in Plauen. 1855 wechselte er als Oberlehrer der Realabteilung an das Königliche Gymnasium Plauen, wo er 1874 zum Professor und 1880 zum Vizedirektor ernannt wurde. Ab 1887 war er dort Konrektor und wurde 1894 pensioniert. 

## Schriften (Auswahl)
- Beiträge zur Theorie des Integrallogarithmus. In: Grunert’s Archiv für Mathematik und Physik, 1852.
- Elemente der niederen Analysis. Programm der Gewerbschule zu Plauen. Plauen, 1853.
- Ueber katakustische Curven. Programm. Plauen 1856.
- Ueber den Dualismus in den metrischen Relationen am vollständigen Viereck und Vierseit etc. Plauen, 1856.
- Die Elemente der Geometrie, Planimetrie, Trigonometrie, Stereometrie. Ein Leitfaden für den Unterricht. Plauen, 1869.